# Dakar-Konferenz
Die Dakar-Konferenz fand vom 9. bis zum 12. Juli 1987 in Dakar (Senegal) statt und hatte das Ziel, Möglichkeiten einer friedlichen Überwindung der Apartheid in Südafrika zu sondieren. Die Teilnehmer der Konferenz setzten sich einerseits aus 17 Vertretern des African National Congress (ANC) im Exil und andererseits aus 61 weißen oppositionellen Südafrikanern zusammen. Die Dakar-Konferenz stellte nicht das erste, wohl aber das bis dato größte Zusammentreffen dieser Art dar. Der in Dakar begonnene politische Dialog zwischen schwarzen und weißen Südafrikanern schuf gegenseitiges Vertrauen und baute Ängste vor der jeweils anderen Seite ab. So kam ein Prozess in Gang, der letztlich zur weitgehend friedlichen Überwindung der Apartheid in Südafrika führte.

## Hintergrund
Im Laufe der 1980er Jahre nahm der Widerstand gegen die Apartheid in Südafrika immer weiter zu. Es kam zu Aufruhr in den Townships und gewalttätigem Widerstand, beispielsweise durch den ANC. Auch wenn es eine wachsende Gruppe weißer Südafrikaner gab, die die Apartheid kritisch betrachteten, vertiefte sich der Graben zwischen Schwarzen und Weißen und beschwor die Gefahr eines Bürgerkriegs herauf. Der ANC war in Südafrika verboten, seine Anführer waren inhaftiert oder lebten im Untergrund bzw. im Exil.
Im Januar 1986 legten Frederik van Zyl Slabbert und Alex Boraine, bis dahin Mitglieder der Progressive Federal Party und Abgeordnete des südafrikanischen Parlaments, ihre Parteimitgliedschaft und ihren Sitz im Parlament nieder und gründeten das Institute for Democratic Alternatives in South Africa (IDASA), um fortan in der außerparlamentarischen Opposition auf eine friedliche Überwindung der Apartheid hinzuarbeiten. Das Institut knüpfte Kontakte zwischen der Afrikaaner-Intelligentsia und dem ANC und organisierte inoffizielle kleinere Treffen außerhalb Südafrikas zwischen Vertretern dieser Gruppen. Dabei entstand der Wunsch, sich in größerem Rahmen zu treffen und Meinungen auszutauschen, was schließlich zur Organisation der Konferenz in Dakar führte.
Über das Vorhaben der Dakar-Konferenz, zeitgenössisch als Dakar Safari bezeichnet, wurde bereits im Vorfeld der südafrikanische Geheimdienst National Intelligence Service (NIS) informiert. Ein landesweit bekannter Journalist und Kommentator aus dem Kreise der Afrikaaner hatte dem Vizechef des NIS, Mike Louw, die entsprechenden Informationen überbracht. Louw war gegen solche Gespräche und befürchtete einen negativen Einfluss auf die ersten vorsichtigen Annäherungen der Regierung an den ANC über Nelson Mandela.

## Verlauf der Konferenz
Die Konferenz fand vom 9. bis zum 12. Juli 1987 in Dakar statt, Schirmherren waren Abdou Diouf, der Präsident des Senegal, und Danielle Mitterrand, die Frau des französischen Staatspräsidenten François Mitterrand. Finanziert wurde die Konferenz unter anderem von der Stiftung France Libertés, der Friedrich-Naumann-Stiftung sowie Personen, Institutionen, Firmen und Privatpersonen aus der Schweiz, den USA, Skandinavien und Westeuropa.
Im offiziellen Teil der Konferenz diskutierten die Teilnehmer im Plenum die Themengebiete Entwerfen einer politischen Strategie, nationale Einheit in einem künftigen Post-Apartheid-Südafrika, Struktur der künftigen Regierung und Verwaltung sowie Struktur der Wirtschaft. Der informelle Teil der Konferenz diente vor allem dem gegenseitigen Kennenlernen, der Vertrauensbildung und der Diskussion über Themen wie beispielsweise den bewaffneten Widerstand, die Beendigung der Gewalt, die Zukunft des Afrikaans und der Afrikaaner und das Verhältnis zwischen Schwarzen und Weißen im zukünftigen Südafrika.
Zwar waren sich die Teilnehmer der Konferenz bei all diesen Punkten keineswegs einig, Einigkeit bestand lediglich in der gemeinsamen Ablehnung der Apartheid und der derzeitigen Regierung. Dennoch wurden alle Diskussionen und Streitgespräche stets sachlich und konstruktiv geführt mit dem gemeinsamen Willen, Konflikte durch Dialog zu lösen.
Nach der Konferenz in Dakar reisten Teilnehmer beider Delegationen nach Burkina Faso und Ghana weiter, wo sie die Gespräche in kleinerem Kreis fortsetzten und mit dortigen Politikern sprachen.

## Teilnehmer
An der Dakar-Konferenz nahmen unter anderem teil:

### Auf Seiten des ANC
- Thabo Mbeki
- Aziz Pahad
- Mac Maharaj
- Steve Tshwete
- Kader Asmal

### Auf Seiten der IDASA-Delegation
- Frederik van Zyl Slabbert
- Alex Boraine
- Breyten Breytenbach
- André Brink
- Max du Preez
- Jannie Gagiano
- Hermann Giliomee
- Ian Liebenberg
- Michael Savage
- André Du Toit
- Tommy Bedford
- Leon Louw

### Als Beobachter
- Boris Rubenovich Asoyan (für die Sowjetunion)[9]
- Klaus von der Ropp (für die Stiftung Wissenschaft und Politik)[10][11]
- Vladimir Igorevich Tikhomirov (für die Sowjetunion)[9]
- Wassili Grigorjewitsch Solodownikow (für die Sowjetunion)[9]

## Folgen
Nach ihrer Rückkehr nach Südafrika wurden die Teilnehmer der IDASA-Delegation in der Öffentlichkeit und den Medien teils massiv angegriffen und als „Verräter“ und „Terroristen“ bezeichnet, besonders heftig von Seiten der rechtsextremen südafrikanischen Burengruppierung Afrikaner Weerstandsbeweging um Eugène Terre’Blanche. Dennoch hatte die Dakar-Konferenz einen Prozess des friedlichen Dialogs angestoßen, der nicht mehr aufzuhalten war. In den folgenden Monaten und Jahren kam es zu zahlreichen weiteren größeren und kleineren Treffen zwischen weißen Südafrikanern und dem ANC, unter anderem vom 24. bis 27. Oktober 1988 in Leverkusen. Dieser in Dakar begonnene Dialog, das zunehmende gegenseitige Vertrauen zwischen weißen und schwarzen Südafrikanern waren ein wichtiger Baustein auf dem Weg zu einer friedlichen Überwindung der Apartheid.